# Stanley G. Love
Pour les articles homonymes, voir Love.
Stanley Glen Love est un scientifique et astronaute américain né le 8 juin 1965.

## Biographie
Stanley Love est né le 8 juin 1965 de Glen A. Love et du biologiste Rhoda M. Love en Californie. Il a étudié à l'université de Washington (Seattle), et obtint un Master of Science en 1989 et un Ph.D. en astronomie en 1993. Il continue sa carrière universitaire en tant qu'instructeur en programmation en 1984 puis en tant que professeur adjoint en licence en 1987. Selon la NASA, il aurait contribué à plus de 90 articles scientifiques. Il entre au JPL en 1997 en tant qu'ingénieur simulant par ordinateur les systèmes optiques des véhicules spatiaux. Il est sélectionné comme astronaute en juin 1998.

## Vols réalisés
Il réalise son premier vol le 7 février 2008, à bord du vol STS-122. Il réalise deux sorties extravéhiculaires pour installer le Laboratoire européen Columbus et récupérer un gyroscope défectueux. Il a 15 heures d'EVA à son actif. Il a parcouru 203 orbites.